# Punggye-ri (Testgelände)
Koordinaten: 41° 16′ 50″ N, 129° 5′ 9″ O

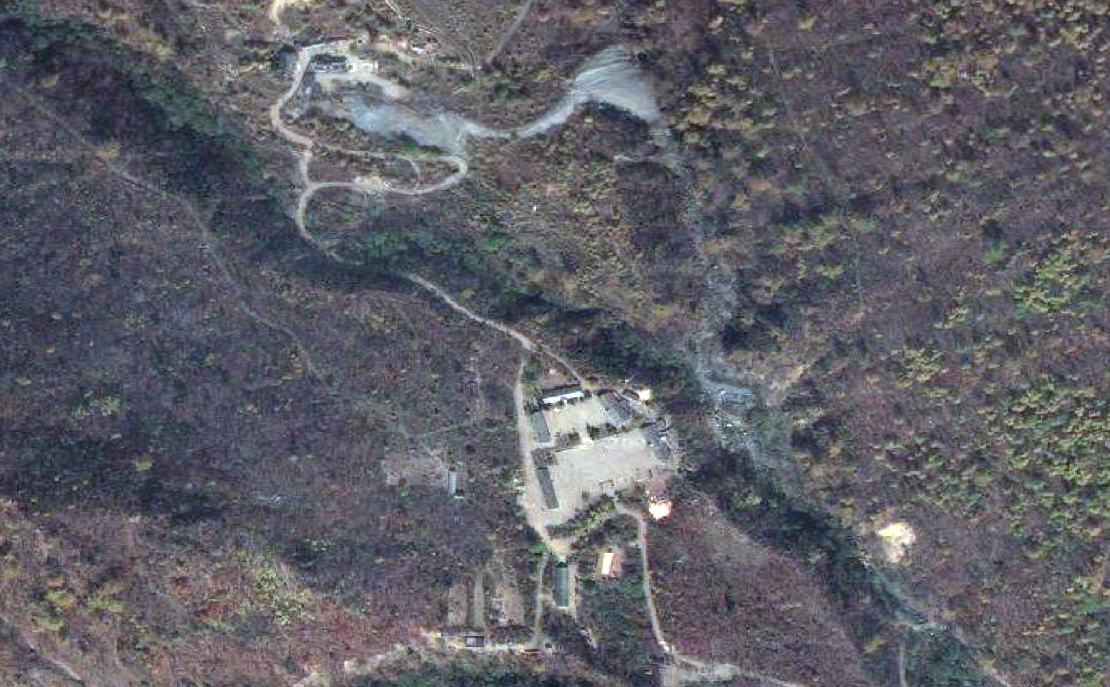
Punggye-ri-Testgelände (2013)

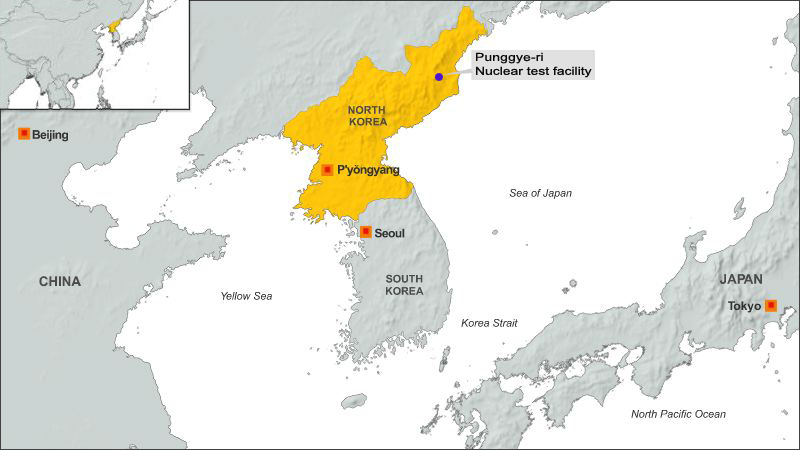
Lage des Testgeländes auf der koreanischen Halbinsel

Magnituden der Kernwaffenversuche

Das Testgelände Punggye-ri (koreanisch 풍계리 핵 실험장) war eine militärische Anlage bei Punggye-ri in der Provinz Hamgyŏng-pukto in Nordkorea, die für Atomwaffentests diente. Am 24. Mai 2018 wurden die stillgelegten Anlagen gesprengt, womit Nordkorea in einem symbolischen Schritt seinen Willen zur Abrüstung demonstrieren wollte.

## Geografie
Das Testgelände liegt im gebirgigen Nordosten von Nordkorea auf einer Höhenlage von über 1500 m und befindet sich etwa 24 Kilometer westlich des Internierungslagers Hwasŏng, nahe dem gleichnamigen Dorf Punggye-ri und etwa 12 km nordwestlich des Ortes Chik-tong. 
Seit Januar 2013 wurde Google Maps aktualisiert, und der Ort des Testgeländes mit einer Zugangsstraße konnte sichtbar gemacht werden.
Experten des auf Atomwaffen spezialisierten Institute for Science and International Security (ISIS) in den USA gehen davon aus, dass die sechs Tests 2006, 2009, 2013, 2016 und 2017 dort stattfanden. Was auf dem Gelände geschieht, lässt sich nur von Aufklärungssatelliten feststellen. Aufnahmen, die Analysten der Nordkorea-Webseite 38north.org und ISIS ausgewertet haben, zeigen, dass es in Punggye-ri drei Tunneleingänge gibt: das West-, Ost- und Südportal.
In der Mitte der Portale liegt ein Bunker, geschützt durch eine Böschung.

## Chronologie
Der erste Test im Jahr 2006 soll im Osten, der von 2009 im Westen stattgefunden haben. Wo die Bombe 2013 gezündet wurde, war für die Experten nicht zu erkennen. 
Am 8. April 2013 hatte Südkorea Aktivitäten bei Punggye-ri beobachtet, was darauf hindeutete, dass ein vierter unterirdischer Test vorbereitet wurde. Später kam man zu dem Schluss, dass die Tunnelaktivitäten für ein langfristiges Projekt bestimmt waren und dass kein Atomtest demnächst stattfinden würde.
Am 6. Januar 2016 haben nordkoreanische Staatsmedien bekannt gegeben, dass sie eine Wasserstoffbombe am Standort erfolgreich getestet hätten. Am 9. September 2016 hat Nordkorea einen weiteren Atomwaffentest gemeldet. Der Test fand am 9. September 2016 um 00:30:01 UTC statt. Die Auswirkungen waren bis nach Europa messbar und hatten eine Stärke von 5,3 auf der Raumwellen-Magnituden-Skala.
Bereits am 13. Oktober 2017 gab es Meldungen, in denen Wissenschaftler vor weiteren Tests auf dem Gelände warnten, da die Gesteinsmassen durch frühere Tests möglicherweise instabil geworden sind.
Ende Oktober 2017 soll ein Tunnel unter dem Testgelände teilweise eingestürzt sein und nordkoreanischen Medienberichten zufolge mindestens 200 Personen verschüttet oder getötet worden sein. Ob diese Zahlen durch die nordkoreanischen Medien geschönt wurden, und was die Ursache des Einsturzes war, ist unklar.
Der Kernwaffentest in Nordkorea am 3. September 2017 war der sechste in der Geschichte des Testgeländes, bevor es im Frühjahr 2018 stillgelegt wurde und wesentliche Einrichtungen am 24. Mai 2018 gesprengt wurden.